# Port lotniczy Szczecin-Goleniów
Port Lotniczy Szczecin-Goleniów im. NSZZ „Solidarność” (ang. NSZZ Solidarność Szczecin-Goleniów Airport, niem. NSZZ Solidarność-Flughafen Stettin-Goleniów, kod IATA: SZZ, kod ICAO: EPSC) – międzynarodowy port lotniczy położony w pobliżu wsi Glewice, 46 km na północny wschód od centrum Szczecina, w pobliżu drogi ekspresowej S6.

## Historia
Lotnisko zostało zbudowane w latach szczególnego nasilenia „zimnej wojny”, czyli w latach 1953–1956, 5 km na wschód od Goleniowa. To było wówczas standardowe lotnisko wojskowe z drogą startową 1800 m długości, szeroką na 45 m i niezbędnymi podstawowymi zabudowaniami (wieżą kontroli lotów, hangarem, niewielką bazą sprzętową i 2 magazynami paliw). W wyniku decyzji rządu i MON na lotnisko przebazowano z Bydgoszczy w 1957 2 Pułk Lotnictwa Myśliwskiego „Kraków”, który stacjonował tu do rozwiązania jednostki w styczniu 1994. W 1967 na wojskowym lotnisku w Goleniowie utworzono wydzieloną część cywilną „Port Lotniczy Szczecin-Goleniów”, przeniesiony 23 maja 1967 z lotniska Szczecin-Dąbie. 30 października 1995 zostało ustanowione lotnicze przejście graniczne Szczecin-Goleniów, które zaczęło funkcjonować wraz z otwarciem międzynarodowych połączeń lotniczych na „goleniowskim” lotnisku. Odprawę graniczną do 15 maja 1991 wykonywały organa Wojsk Ochrony Pogranicza, a od 16 maja 1991 roku Straży Granicznej. Lotnisko było kilkakrotnie modernizowane. W latach 1976–1977 wydłużono drogę startową do 2500 m i wybudowano, ówcześnie najnowocześniejszy w Polsce, dworzec lotniczy. W 1998 wykonano remont drogi startowej i głównej płaszczyzny postojowej. W 1999 dokonano przebudowy układu energetycznego zasilającego urządzenia lotniskowe i zainstalowano nowoczesny system oświetlenia drogi startowej i podejścia. W 2001 oddano do użytku nowy terminal pasażerski, a w 2005 rozpoczęto jego rozbudowę. W 2004 rozpoczęto budowę nowej wieży kontroli lotów, którą oddano do użytku w listopadzie 2005. Pod koniec kwietnia 2006, po kilkuletniej budowie, oddano do użytku terminal lotniczy, zwiększający możliwości odprawy pasażerów do miliona pasażerów rocznie.
9 czerwca 2013 uruchomiony został przystanek kolejowy Port Lotniczy Szczecin Goleniów, obsługujący kursowanie pociągów na lotnisko ze Szczecina Głównego i Kołobrzegu.
Pod koniec września 2024 rozpoczęto prace nad wykonaniem naziemnego systemu nawigacyjnego CAT II, która pozwoli na lądowanie samolotów nawet w trudnych warunkach atmosferycznych (widoczność pozioma nie mniejsza niż 300 metrów, wysokość decyzji nie mniejsza niż 30 m). Koniec prac zaplanowano na marzec 2026. Do tego czasu lotnisko korzystać będzie z systemu ILS CAT I, który pozwala lądować przy widoczności poziomej nie mniejszej niż 550 metrów i wysokości decyzji nie mniejszej niż 60 m.

## Rozbudowa portu lotniczego
Pod koniec czerwca 2024 do publicznej wiadomości trafiła informacja o planach przebudowy portu lotniczego Szczecin-Goleniów. Podczas konferencji prasowej na lotnisku, w której udział wzięli marszałek województwa zachodniopomorskiego Olgierd Geblewicz, poseł Sławomir Nitras, przedstawiciel Ministerstwa Funduszy i Polityki Regionalnej Maciej Lasek oraz prezes lotniskowej spółki Maciej Dziadosz, przedstawiono szczegóły projektu. Projekt zakłada budowę nowego obiektu w części przylotowej i odlotowej, co umożliwi jednoczesną obsługę trzech dużych samolotów pasażerskich oraz przyjęcie około 1,7 mln pasażerów rocznie, czyli ponad 3 razy  więcej niż jest to aktualnie. Celem przebudowy jest przyciągnięcie nowych przewoźników i polepszenie komfortu podróży mieszkańców jak i turystów
Przy wsparciu środków z programu FENiKS 2021-2027 lotnisko kupi dwie linie kontroli pasażerów i bagażu kabinowego w standardzie C3, które umożliwią skanowanie bez konieczności wyjmowania rzeczy z walizek. Pierwsze z tych urządzeń mają zostać uruchomione jeszcze w pomieszczeniach tymczasowych, przed otwarciem nowego terminala. Dodatkowo planowany jest montaż nowoczesnego systemu CCTV obejmującego całą infrastrukturę portu.
Na jednej z grafik promujących projekt przebudowy zaprezentowano wizję nowego terminala, który umożliwi jednoczesną obsługę m.in. trzech samolotów kodu C, przewożących co najmniej po 189 pasażerów każdy czy zwiększy komfort podróżnych przez przynajmniej dwa "rękawy" łączące terminal z wejściem do samolotu.
Modernizacja ma zwiększyć konkurencyjność lotniska zarówno w obsłudze ruchu turystycznego nad morze, jak i lotów biznesowych oraz coraz popularniejszych city breaków do Szczecina.

### Projekt i wykonawca
Koncepcja przebudowy została opracowana przez Pracownię Architektoniczną Dedeco. Przetarg na wykonawcę prac ma zostać ogłoszony na początku 2025, a decyzja środowiskowa w sprawie budowy planowana jest na luty 2025, co pozwoli rozpocząć prace budowlane jeszcze w tym samym roku. Zakończenie pierwszego etapu przebudowy planowane jest na 2026. Trwają prace projektowe nad głównym terminalem pasażerskim, który będzie budowany w ramach Etapu II. Ogłoszono już przetarg na Etap I, obejmujący budynek tymczasowych przylotów, obiekty dla agentów obsługi naziemnej i dostawców paliwa oraz prace rozbiórkowe. Postępowanie prowadzone jest w formule "zaprojektuj i wybuduj", a jego realizacja ma potrwać maksymalnie 7 miesięcy od podpisania umowy. Wybór wykonawcy Etapu I planowany jest na wrzesień 2025, tak aby budowa głównego terminala mogła ruszyć najpóźniej na przełomie kwietnia i maja 2026 roku.

### Finanse
Projekt ten nie będzie jednak klasyczną przebudową, lecz budową zupełnie nowego terminala, gdyż obecny obiekt zostanie niemal całkowicie wyburzony. Koszt inwestycji wzrósł do 195 mln zł, a nowy terminal ma zostać oddany do użytku w 2027 roku.
Na mocy zawartego w lipcu 2019 porozumienia wspólników w sprawie zapewnienia dalszego rozwoju portu lotniczego województwo i Gmina Miasto Szczecin udzielają spółce systematycznego wsparcia finansowego kwotą ponad 74 milionów zł do 2028.
Obecna struktura kapitałowa Portu Lotniczego Szczecin-Goleniów przedstawia się następująco: Polskie Porty Lotnicze 38,83%, Gmina Miasto Szczecin 34,62%, Województwo Zachodniopomorskie 24,21% i Gmina Goleniów 2,34%.
Samorząd województwa zachodniopomorskiego oczekuje, że Polskie Porty Lotnicze przeznaczą na inwestycję około 100 milionów zł, a jednocześnie deklaruje wsparcie dla projektu. Marszałek Olgierd Geblewicz wyraził zamiar pozyskania poparcia sejmiku województwa dla tej inwestycji, a miasto Szczecin również planuje wnieść swój wkład finansowy. Szczegóły finansowania zostaną ogłoszone po zakończeniu wewnętrznych procesów decyzyjnych, a budowa nowego terminala jest priorytetem władz samorządowych na kolejne 2-3 lata.

## Opis portu granicznego
Szczecin-Goleniów jest regionalnym portem lotniczym województwa zachodniopomorskiego. W promieniu 100 kilometrów od niego mieszka około 1,5 mln osób. W 2023 lotnisko obsłużyło 477 464 pasażerów, co daje mu pod tym względem 9. miejsce w Polsce. Port posiada terminal pasażerski o łącznej przepustowości około miliona pasażerów rocznie.

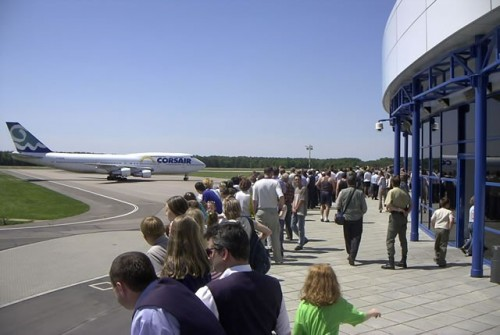
Boeing 747 w barwach przewoźnika Corsairfly na płycie lotniska.

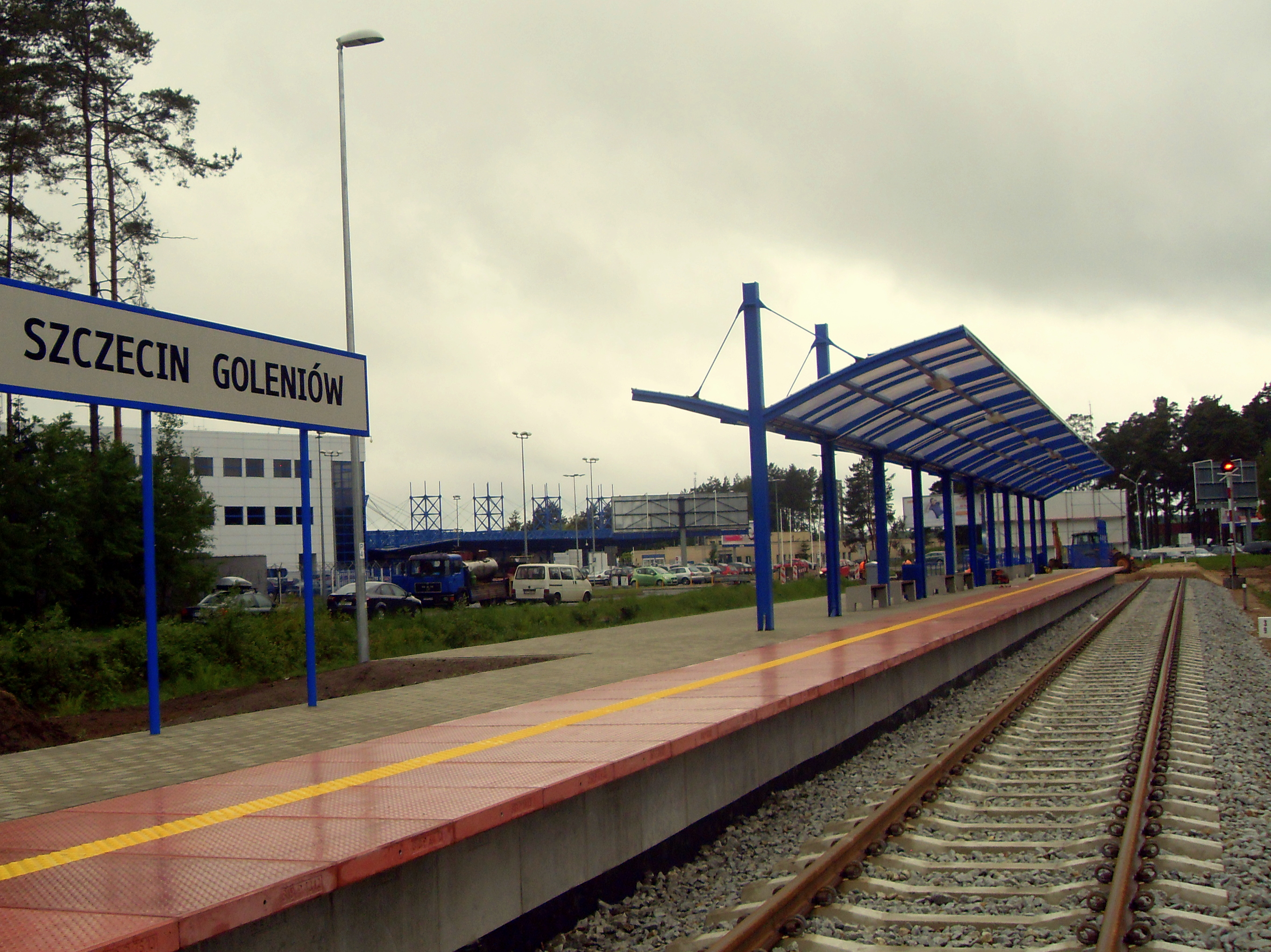
Przystanek Port Lotniczy Szczecin Goleniów w Glewicach

## Statystyki ruchu lotniczego

### Statystyka roczna
| Rok  | Pasażerowie | Cargo (t) | Operacje lotnicze |
| ---- | ----------- | --------- | ----------------- |
| 2001 | 68 830      | 152       | 6415              |
| 2002 | 76 782      | 242       | 6424              |
| 2003 | 87 435      | 341       | 7687              |
| 2004 | 96 208      | 237       | 7972              |
| 2005 | 106 812     | 208       | 7702              |
| 2006 | 182 523     | 177       | 7908              |
| 2007 | 231 711     | 1236      | 9790              |
| 2008 | 297 027     | 489       | 11 808            |
| 2009 | 296 234     | 181       | 11 009            |
| 2010 | 280 213     | 119       | 11 258            |
| 2011 | 262 089     | 143       | 10 395            |
| 2012 | 356 006     | 78        | 11 767            |
| 2013 | 347 744     | 41        | 11 152            |
| 2014 | 287 029     | 21        | 8253              |
| 2015 | 412 547     | 66        | 8326              |
| 2016 | 467 877     | 575       | 8757              |
| 2017 | 578 691     | 150       | 8038              |
| 2018 | 598 971     | 37        | 9133              |
| 2019 | 576 072     | 11        | 8897              |
| 2020 | 184 802     | 5         | 5706              |
| 2021 | 181 886     | 8         | 6435              |
| 2022 | 419 105     | 70        | 9370              |
| 2023 | 477 494     | 91        | 9208              |
| 2024 | 479 149     | 80        | 9126              |

### Statystyki kierunków lotów
Źródło:
| Pozycja                            | Kierunek                           | Liczba pasażerów (2022) | Liczba pasażerów (2023) | Zmiana 2022/2023 | Zmiana pozycji | Przewoźnicy |
| ---------------------------------- | ---------------------------------- | ----------------------- | ----------------------- | ---------------- | -------------- | ----------- |
| 1.                                 | Warszawa-Chopin                    | 103 848                 | 142 881                 | 37,59%           |                | LOT         |
| 2.                                 | Londyn-Stansted                    | 82 734                  | 98 139                  | 18,62%           |                | Ryanair     |
| 3.                                 | Oslo-Torp                          | 31 154                  | 38 978                  | 25,11%           | 3.             | Wizz Air    |
| 4.                                 | Kraków                             | 44 034                  | 38 336                  | 12,94%           | 1.             | Ryanair     |
| 5.                                 | Liverpool                          | 10 293                  | 35 979                  | 249,55%          | 4.             | Ryanair     |
| 6.                                 | Dublin                             | 34 857                  | 31 384                  | 9,96%            | 1.             | Ryanair     |
| 7.                                 | Warszawa-Modlin                    | 44 034                  | 30 661                  | 17,42%           | 3.             | Ryanair     |
| 8.                                 | Oslo-Gardermoen                    | 12 005                  | 17 994                  | 49,89%           |                | Norwegian   |
| 9.                                 | Bergen                             | 21 999                  | 2 207                   | 89,97%           | 2.             | Wizz Air    |
|                                    |                                    |                         |                         |                  |                |             |
| Kierunki czarterowe i nieregularne | Kierunki czarterowe i nieregularne | 32 928                  | 40 935                  | 24,32%           | 24,32%         | 24,32%      |

## Kierunki lotów i linie lotnicze

### Kierunki regularne
| Linia Lotnicza                 | Kierunek                                                                            |
| ------------------------------ | ----------------------------------------------------------------------------------- |
| LOT                            | 1. Warszawa-Chopin                                                                  |
| Ryanair                        | 1. Dublin 2. Liverpool 3. Londyn-Stansted Sezonowo: 1. Kraków                       |
| Wizz Air                       | 1. Oslo-Torp (do 25 października 2025) 2. Oslo-Gardermoen (od 26 października 2025) |
| Razem: 6 kierunków w 4 krajach |                                                                                     |

### Kierunki czarterowe[17]
| Linia lotnicza                | Kierunek                                          |
| ----------------------------- | ------------------------------------------------- |
| Pegasus Airlines              | Sezonowo: 1. Antalya                              |
| Corendon Airlines             | Sezonowo: 1. Antalya                              |
| SkyUp                         | Sezonowo: 1. Sharm El-Sheikh (od 22 grudnia 2025) |
| Ryanair                       | Sezonowo: 1. Antalya                              |
| Enter Air                     | Sezonowo: 1. Heraklion (od 14 czerwca 2026)       |
| Razem: 3 kierunki w 3 krajach |                                                   |

## Dojazd na lotnisko
- Połączenia kolejowe z przystanku Port Lotniczy Szczecin Goleniów do Szczecina (m.in. Szczecin Główny i Szczecin Dąbie), Goleniowa, Gryfic, Kołobrzegu, Koszalina i Słupska.
- Busy
- Taksówki